# Koppegöl
Koppegöl är en sjö i Tingsryds kommun i Småland och ingår i Mieåns huvudavrinningsområde.